# Bastian Zach

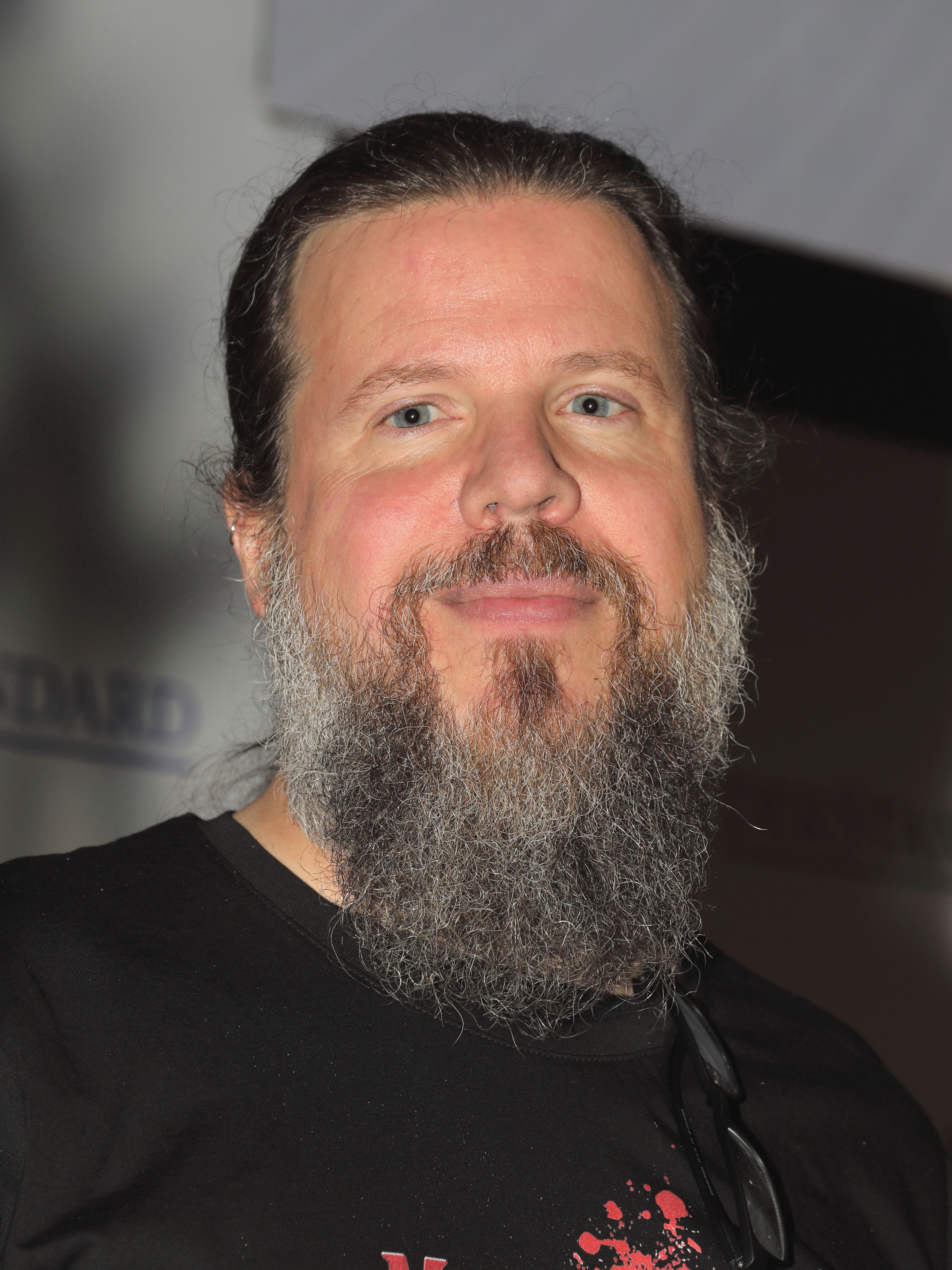
Bastian Zach

Bastian Zach (* 23. November 1973 in Leoben) ist österreichischer Schriftsteller, Drehbuchautor und Graphic Designer. Er lebt als selbständig tätiger Künstler in Wien.

## Leben
Zach wurde 1973 in Leoben/Steiermark geboren. Seine Jugend verbrachte er in Salzburg, wo er das Musische Gymnasium besuchte. 1993 zog es ihn an die Graphische nach Wien, die er 1996 mit Diplom abschloss. Nach Arbeiten für diverse Werbeagenturen machte er sich 1996 selbständig.
2001 gründete er gemeinsam mit Matthias Bauer das Autoren-Duo Zach/Bauer. Gemeinsam mit Bauer schrieb er die Drehbücher ausWEG 2001, infinite 2003, 3 Zimmer. Küche. Tod., One Way Trip 3D. Außerdem schrieben sie das Drehbuch zum internationalen Film Northmen – A Viking Saga.
Zach/Bauers Roman-Trilogie Morbus Dei (Die Ankunft, Inferno und Im Zeichen des Aries), alle im Haymon-Verlag, wurden auf Englisch, Spanisch und Russisch übersetzt.
Nach Morbus Dei erschien das zweibändige Werk Das Blut der Pikten und Das Blut der Pikten – Feuersturm im Heyne-Verlag. Zach/Bauers Roman Tränen der Erde, eine epische historische Familiensaga im Dreißigjährigen Krieg, erschien im Oktober 2019. Die Fortsetzung dazu, Das Reich der zwei Kreuze, folgt im November 2020.
Bastian Zachs Kinderbuch Die Schmatzekatze wurde im August 2019 veröffentlicht.
Im April erschien der historische Wien-Krimi Donaumelodien – Praterblut im Gmeiner-Verlag. Der Roman wurde als einer von fünf Titel für den Leo-Perutz-Preis für Kriminalliteratur 2020 nominiert. Im September 2020 folgte mit  Donaumelodien – morbide Geschichten eine Art Spin-off. Mit Donaumelodien – Totentaufe im Gmeiner-Verlag im Juli 2021 folgte Band 2 rund um den Geisterfotograf Hieronymus Holstein und den "buckligen Franz". Band 3 Donaumelodien – Leichenschmaus folgte im April 2022, Band 4 Donaumelodien – Fiakertod im April 2023.
Im Herbst 2023 veröffentlichte Zach O Tannengrauen 12 morbide Weihnachtsgeschichten im Gmeiner-Verlag.
Im Herbst 2021 fanden die Dreharbeiten zum Fernsehfilm Tod im Prater aus der Reihe Blind ermittelt statt, für den Zach, gemeinsam mit Matthias Bauer, das Drehbuch schrieb.

## Werke
Bücher
- Morbus Dei: Die Ankunft, Haymon Verlag, 2010, gemeinsam mit Matthias Bauer, ISBN 978-3-85218-846-1.
- Morbus Dei: Inferno, Haymon Verlag, 2012, gemeinsam mit Matthias Bauer, ISBN 978-3-85218-879-9.
- Morbus Dei: Im Zeichen des Aries, Haymon Verlag, 2013, gemeinsam mit Matthias Bauer, ISBN 978-3-85218-951-2.
- Das Blut der Pikten, Heyne Verlag, 2016, gemeinsam mit Matthias Bauer, ISBN 978-3-453-41939-1.
- Das Blut der Pikten – Feuersturm, Heyne Verlag, 2018, gemeinsam mit Matthias Bauer, ISBN 978-3-453-43914-6.
- Tränen der Erde, Heyne Verlag, 2019, gemeinsam mit Matthias Bauer, ISBN 978-3-453-43978-8.
- Das Reich der zwei Kreuze, Heyne Verlag, 2020, gemeinsam mit Matthias Bauer, ISBN 978-3-453-42449-4.
- Donaumelodien – Praterblut, Gmeiner Verlag, 2020, ISBN 978-3-8392-2650-6.
- Donaumelodien – morbide Geschichten, Gmeiner Verlag, 2020, ISBN 978-3-8392-2708-4.
- Donaumelodien – Totentaufe, Historischer Kriminalroman, Gmeiner-Verlag, Meßkirch 2021, ISBN 978-3-8392-0021-6.
- Donaumelodien – Leichenschmaus, Gmeiner Verlag, 2022, ISBN 978-3-8392-0125-1.
- O Tannengrauen, Gmeiner Verlag, 2022, ISBN 978-3-8392-0283-8.
- Donaumelodien – Fiakertod, Gmeiner Verlag, 2023, ISBN 978-3-8392-0349-1.
- Death over Wacken, Gmeiner Verlag, 2024, ISBN 978-3-8392-0678-2.

Sonstige Veröffentlichungen
- Zeit Verbrechen: Wiener Blut, Zeitverlag, Ausgabe 9/21.
- Zeit Verbrechen: Zu Hause beim Tod, Zeitverlag, Ausgabe 12/21.